# Mobiltelefon

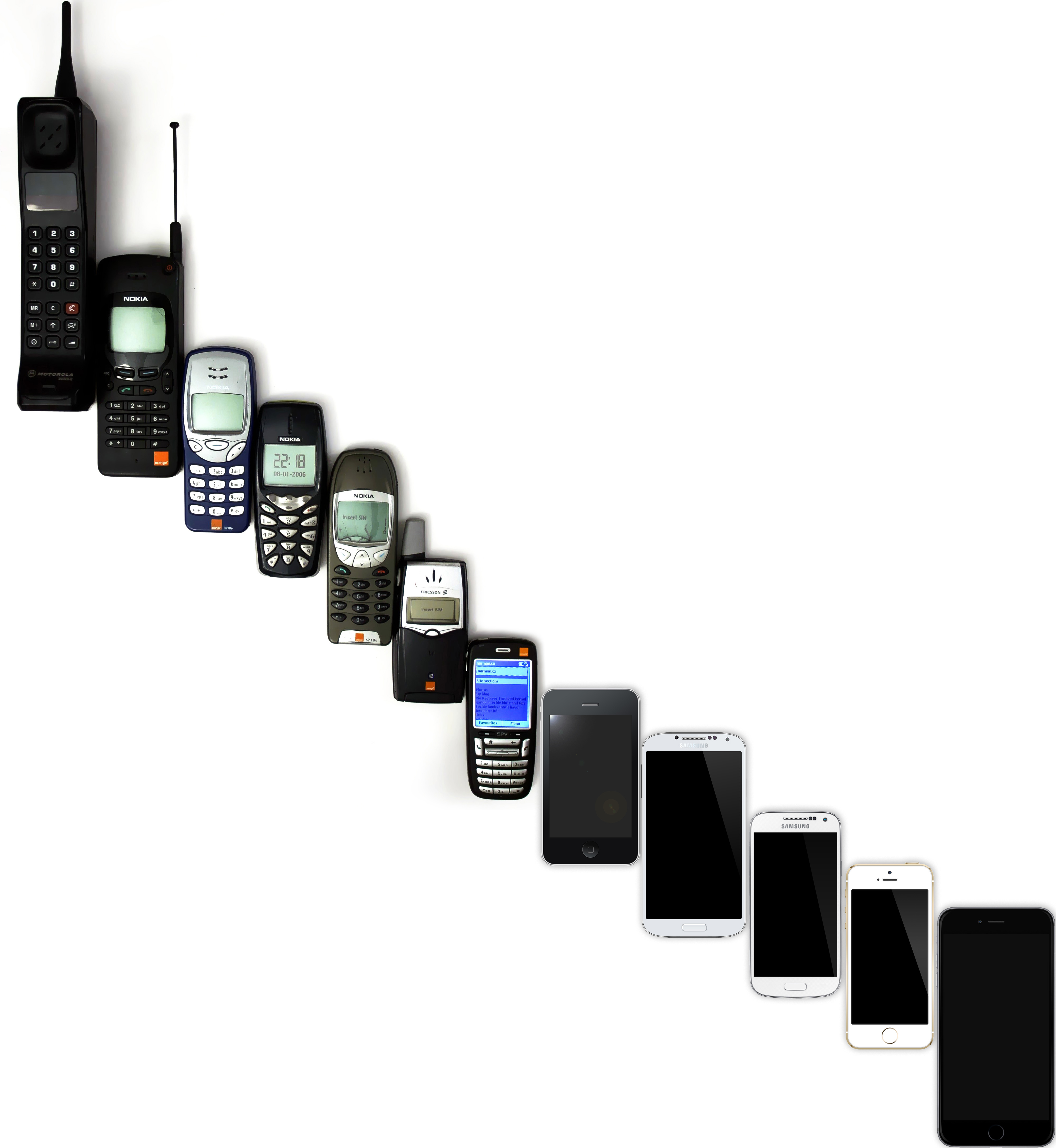
Mobilok különböző évekből: a késő 1980-as évek óriásaitól 2014 okostelefonjáig

A mobiltelefon olyan telefonkészülék, amellyel vezetékes kapcsolódás nélkül lehetséges kommunikálni, és hordozható. A működéséhez szükséges egy mikrohullámú kommunikációs hálózat, és maga a „mobilnak” mondott, hordozható készülék, amely lehetővé teszi a hozzáférést a hálózathoz, melyen szöveges, beszéd-, képi, videó- és adatátvitel is lehetséges. A készülék vezeték nélküli működése akkumulátor révén történik, ezt bizonyos időközönként fel kell tölteni egy erre alkalmas eszköz, a mobiltöltő segítségével. Ezt leszámítva semmilyen más vezetékes kapcsolatra nincs szükség a készülék alapvető használatához.

## Jellemzői
A mobiltelefonok tulajdonságai nagyon gyorsan fejlődnek. Kezdetben tömegük meghaladta az 1 kg-ot, ma már 100 g körül vannak a telefonok. A fejlesztő cégek egymásra licitálva látják el a készülékeket legkülönfélébb funkciókkal. Amíg az egyik gyártó mobilja mutatni tudta az időt, a másiké már ébreszteni is tudott, a harmadiké szöveges üzenetet tudott küldeni, és ezek a fejlesztések mennek évről évre. Az alap beszédközvetítő funkción kívül a mai mobilok számos egyéb szolgáltatást támogatnak, így például az SMS-t (szöveges üzenet), e-mail, internet, MMS (multimédia üzenet, fotók, videók küldése), valamint WAP, fényképezőgép, számológép, naptár, napló, stopper, rádió, mp3, videokamera, tévé, érintőképernyő stb.
2005 körül indult hódítóútjára az okostelefonnak is hívott mobilkészülék-típus, melynek fő tulajdonsága, hogy sokkal több funkcióra képes, s ezek közül a telefonálás csak egy a többiből, ezért nem is feltétlenül lehet pusztán telefonként meghatározni. Jellemzői a számítógépekhez hasonló képességei, amelyekkel képes az internethez kapcsolódni, alkalmazásokat letölteni és használni. További gyakori tulajdonság az érintőképernyő megjelenése, ahol a bekapcsológomb és a hangerőszabályozó gombok kivételével nincs fizikai billentyűzet, minden egyéb funkciót a képernyő virtuális felületén lehet elvégezni.

## Technológia
A legtöbb használatban lévő telefon egy bázisállomásokból álló mobil kommunikációs sejthálózatra kapcsolódik, amely összeköttetésben áll a hagyományos PSTN telefonhálózattal is (a többiek műholdas hálózatra csatlakoznak).
A mobiltelefont meg kell különböztetni a drót nélküli telefonoktól, amelyek általában csak az alapállomás korlátozott hatósugarú környékén működnek, és jellemzően egy-egy lakáson, munkahelyen belül használják őket. Technikailag a mobiltelefon kifejezéssel jelöljük a műholdas telefonokat is és az előző generációs MTS telefonokat, amelyek nem ún. sejthálózaton működtek.
A készülékeket generációkba is sorolhatjuk, a hálózati képességeik alapján osztályozva. A (betárcsázós) WAP oldalakat elérő készülékek első generációsak (1G), a csomagkapcsolt adatátvitelre képesek a 2G-s készülékek (fő jellemzőjük a GPRS és az MMS-küldési képesség, amely nem tartozik szigorúan össze, hiszen volt GPRS-képes telefon, monokróm kijelzővel (Siemens C55, M55)).
A megemelt sávszélességet (és csomagkapcsolt átvitelt) alkalmazó készülékek 2,5G-sek. Ezekkel (2G-2,5G) elvileg megoldható, hogy a készülék állandóan csomagkapcsolt üzemmódban legyen, de ez nagyon fogyasztja az akkumulátort. Lényegében ennek amerikai megfelelője a CDMA.
A 3G-s készülékek az MMS-küldés mellett videóhívások lebonyolítására is képesek. Meglévő másodlagos kamera esetén minket is látnak, de a technológia lehetővé teszi, hogy pl. csak a másik felet lássuk. Ezt a lehetőséget a WCDMA (Egyesült Államok, Ázsia) illetve az Universal Mobile Telecommunications System (Európa) nyújtja.
Az ennél is nagyobb hálózati teljesítményt nyújtó 3.5G-s készülékek HSDPA adatátviteli technológiát használnak.
A negyedik generáció (4G) új szabványa az LTE, amellyel száz megabites sebesség is elérhető.

## Elterjedése

### Magyarországon
Magyarországon az első mobiltelefon-hívást Bod Péter Ákos ipari és kereskedelmi miniszter hajtotta végre 1990. október 15-én, a Westel hálózatán keresztül.
Magyarországon az ezredfordulóra a mobiltelefonok széleskörűen elterjedtek:
A Nemzeti Hírközlési Hatóság kiadványai szerint 1999 elején még csak 1,1 millió előfizetést tartottak nyilván hazánkban, 2000 elején már 1,9 millió, 2001 elején 3,5 millió, 2002-ben szintén év elején 5,4 millió, 2003-ban 7 millió, 2004-ben 8 millió, 2005 elején 8,8 millió. 2005 novemberében 9,14 millió előfizetést tartottak nyilván. Ezek szerint 100 lakosra 90,7 előfizetés jutott, vagyis átlagosan tízből kilenc magyarnak van mobilja. 2008-ra 11 millió lett ez a szám. A számkiszolgálás növelése végett 1998 szeptemberében a mobiltelefon-számokat 6 jegyűről 7 jegyűre változtatták.
A mobiltelefon rohamos elterjedését több tényező segítette elő. Az egyik legfontosabb a mobiltelefonok árának csökkenése, ami a kereslet erőteljes növekedését idézte elő, így a mobil ajándéktárgynak is alkalmas lett. Ezt részben igazolja is az NHH statisztikája, amely az előfizetésszám hirtelen emelkedését mutatja a karácsonyi időszakban más időszakokhoz képest. A másik lényeges tényező, hogy a fenntartási költségek is kedvezőbbek. Ennek mozgatórugója a szolgáltatók közötti verseny. Az elterjedést segítette a készülékek folyamatos fejlődése is, ahogy ez jellemző más elektronikai termékekre. Fontos még, hogy alapszintű kezelésük egyszerű legyen.
A jövő szempontjából gondot jelent a szolgáltatók számára, hogy a telekommunikációs szolgáltatásokból már nem tudnak lényegesen több profitot kitermelni, hiszen új felhasználókat csak nehezen nyerhetnek meg.

## Telefonszámok Magyarországon
A Nemzeti Hírközlési Hatóság közleménye szerint 2010. január 15-étől a mobiltelefonszámokat csak a teljes formátum, azaz mind a 11 számjegy (előhívó, körzetszám és telefonszám) tárcsázásával lehet hívni, megszűnik a hálózaton belüli hét számjegyes hívás lehetősége.
A mobiltelefon-tulajdonosoknak 2010 januárjáig a telefonjuk memóriájában tárolt hétjegyű számokat ki kellett egészíteniük a 06, vagy +36 azonosítóval és (többnyire) a szolgáltatót kijelölő számmal. Az NHH javaslata szerint a legcélszerűbb mindig a +36-os formával kezdeni a telefonszámok rögzítését, mert így külföldről is lehet vele itthoni számot hívni.

## Története
A mobiltelefon egyike a leggyakrabban használt eszközeinknek. A bázisállomások technológiájának elméletét már 1947-ben kifejlesztették a Bell Labs mérnökei az AT&T-nél, és a hatvanas években került továbbfejlesztésre a cégnél. A rádiótelefonok hosszú és változatos története a második világháborúig nyúlik vissza, amikor a hadsereg rádióhullám-alapú telefon-összeköttetéseket kezdett alkalmazni. A kézi rádiótelefonok 1983 óta elérhetőek. Mivel előállításuk olcsó, és könnyen fejleszthetők, a mobiltelefon-hálózatok gyorsan elterjedtek az egész világon, a vezetékes telefont háttérbe szorítva.
1945-ben készítették el a mobiltelefonok 0G generációját, a mobil rádiótelefont. Ezeket a telefonokat hivatalosan nem sorolják a mobiltelefonok közé, mivel nem támogatták a beszédcsatorna frekvenciájának beszélgetés közbeni automatikus átváltását (hívásátadás), amire akkor lehetett szükség, amikor a felhasználó az egyik cellából (bázisállomástól) a másikba lépett át.
1970-ben a Bell Labs mérnöke, Amos Bell feltalálta a hívásátadást, ami lehetővé tette, hogy a telefon használója beszélgetés közben több ún. cellán (körzeten) is áthaladjon. A Motorola mérnökét, Martin Coopert tartják az első, gyakorlatban is használható kézi mobiltelefon feltalálójának. Cooper egy modern, bár meglehetősen nehéz, hordozható készülékkel 1973. április 3-án kezdeményezte az első mobilhívást, a Motorola Kommunikációs Divíziójának igazgatója felé. A készülék egy kilogrammos volt, egy töltéssel 25 percig lehetett használni.
Az első, teljesen automatikus celluláris hálózatokat az 1980-as évek első felében hozták létre
(1G generáció). Az első ilyen az 1981-ben üzembe helyezett Nordic Mobile Telephone (NMT) rendszer volt. Az évtized végéig a legtöbb mobiltelefon túlságosan nagy méretű volt ahhoz, hogy valaki a zsebében hordja, ezért ezeket általában gépjárművekbe építették be, autótelefonként. A miniatürizálás fejlődésével, kisebb digitális elemekkel és nagyobb hatásfokú akkumulátorokkal a telefonok kisebbekké és könnyebbekké váltak.

## Hatása az egészségre
Nincs kimutatható közvetlen egészségkárosító hatása a készülék által létrehozott, rádiófrekvenciás elektromágneses mezőnek. Azonban a készülék bekapcsolt állapotban az agy közeli területén fokozza az anyagcserét. A hatás egészségügyi jelentősége egyelőre ismeretlen, de ennek alapján javasolható a fülhallgató és headset használata, és az, hogy ne telefonáljunk autóban, mert ott a készülék által kisugárzott energia általában nagyobb, mint szabad térben. Nem tanácsos töltőn lévő mobillal sem fülhöz szorítva beszélgetni.
A készülék antennájához legközelebb eső agyi területeken – a homloklebeny szemüreg felé eső részén, illetve a halántéklebeny csúcsán – körülbelül 7 százalékos, statisztikailag jelentős anyagcsere-fokozódás volt kimutatható a telefon bekapcsolt állapotában a kikapcsolthoz képest.
A WHO kutatásai szerint potenciális rákkeltő hatása van.

## Természetvédelmi és emberjogi vonatkozások
A mobiltelefonok egyik alkotóeleme a tantál, amelynek bányászata veszélyezteti egyes gorillapopulációk létét.
A Kongói Demokratikus Köztársaságban nagy mennyiségben található arany, tantál, ón és volfrám bányászatához kapcsolódó erőszakos cselekedetekért egyes civil szervezetek az elektronikai vállalatokat teszik felelőssé, amennyiben illegálisan, a feketepiacról szerzik be a termékeik előállításához szükséges alapanyagokat. A Fairphone-t úgy hirdetik, mint amit a fenti kritikákból kiindulva etikusan és átlátható módon állítanak elő.